# Anchon rusticanum
Anchon rusticanum är en insektsart som beskrevs av Capener 1972. Anchon rusticanum ingår i släktet Anchon och familjen hornstritar. Inga underarter finns listade i Catalogue of Life.